# Bill Cobbs

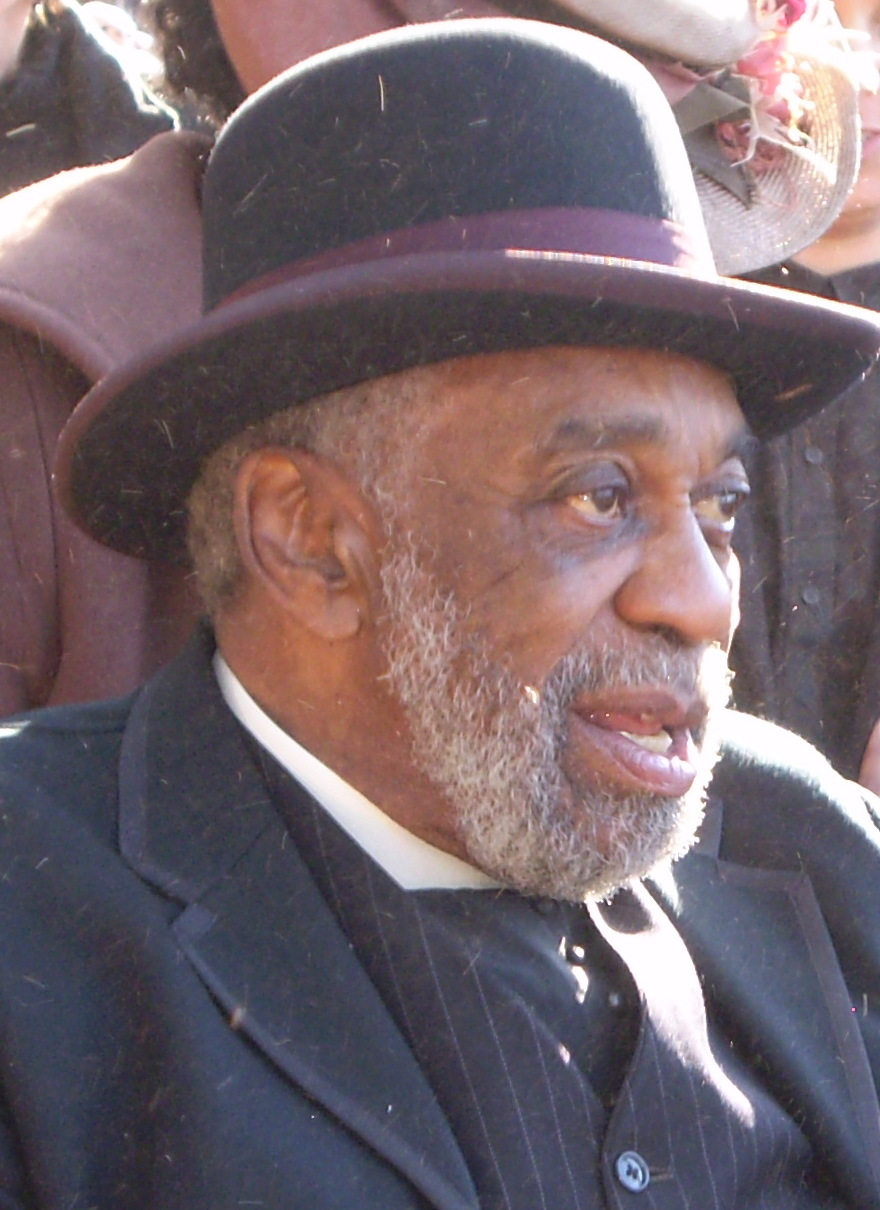
Bill Cobbs am Set von Get Low, 2009

Bill Cobbs (* 16. Juni 1934 in Cleveland, Ohio; † 25. Juni 2024 in Riverside, Kalifornien) war ein US-amerikanischer Schauspieler.

## Biografie
Cobbs arbeitete zunächst in Gelegenheitsjobs, diente acht Jahre bei der United States Air Force und war Autoverkäufer. Ende der 1960er-Jahre begann Cobbs an dem weltbekannten Karamu House Theater in Cleveland aufzutreten, zunächst als Amateurschauspieler. Im Alter von 36 Jahren begann er, sein bisheriges Hobby, die Schauspielerei, zu seinem Hauptberuf zu machen. Er übersiedelte 1971 nach New York City, wo er mit der Negro Ensemble Company in dem Stück Ride a Black Horse auftrat. Anfangs musste er sich noch mit Gelegenheitsjobs über Wasser halten.
Nach einigen Jahren Theaterarbeit hatte er 1974 sein Filmdebüt in Stoppt die Todesfahrt der U-Bahn 123, wo er allerdings nur einen Satz zu sprechen hatte. 1975 wirkte er erstmals am Broadway in den Stücken Black Picture Show und First Breeze of Summer, gehörte aber noch zur Zweitbesetzung.  In den späten 1970ern spielte er kleine Filmrollen und Gastrollen in Fernsehserien. In den frühen 1980er-Jahren arbeitete er in verschiedenen Aufführungen für die Live-Theatre-Serien von NBC, also Theaterproduktionen, die live im Fernsehen ausgestrahlt wurden. Es folgten eher kleine Nebenrollen in Filmen wie Die Glücksritter, Cotton Club und Die Farbe des Geldes sowie eine Hauptrolle neben Dabney Coleman in der Serie The Slap Maxwell Story von 1987. Im Verlaufe der Zeit gewann Cobbs dabei allmählich an Bekanntheit und wurde zu einem respektierten Charakterdarsteller: „Mr. Cobbs war kein berühmter Hollywood-Name, aber sein Gesicht konnte jeder wiedererkennen, der in den letzten Jahrzehnten Fernsehen oder Filme gesehen hat“, schrieb die New York Times über ihn in seinem Nachruf.
In den 1990er-Jahren erhielt Cobbs schließlich größere Charakterrollen in Hollywood. In dem Filmhit Bodyguard (1992) verkörperte er den Manager der von Whitney Houston gespielten Sängerin, in Demolition Man (1993) den gealterten Polizisten Zachary Lamb und unter Regie der Coen-Brüder in Hudsucker – Der große Sprung (1994) die Figur des Moses. Er trat sowohl in komödiantischen als auch in dramatischen Rollen auf; mit seinem etwas verwitterten, bodenständigen Aussehen verkörperte er öfters kluge ältere Herren, die weise Worte von sich geben, etwa gütige Väter oder Großväter. In Nachts im Museum verkörperte er zusammen mit Dick Van Dyke und Mickey Rooney einen von drei alten Nachtwächtern, die in Pension geschickt werden. 2013 hatte er eine Nebenrolle in Die fantastische Welt von Oz als Meister Tinker. Im darauffolgenden Jahr stellte er in Nachts im Museum 3 erneut den Nachtwächter Reginald dar. 2020 gewann er einen Daytime Emmy Award für seinen Auftritt in der Kinderserie Dino Dana. Cobbs blieb bis kurz vor seinem Tod als Schauspieler aktiv, insgesamt umfasst sein filmisches Schaffen annähernd 200 Film- und Fernsehproduktionen.
Als Regisseur trat Cobbs einmal in Erscheinung: für den Fernsehfilm The Meeting von 1989, die Verfilmung eines Theaterstücks von Jeff Stetson über ein fiktives Treffen zwischen Martin Luther King Jr. und Malcolm X. Cobbs starb im Juni 2024, neun Tage nach seinem 90. Geburtstag, in Riverside, Kalifornien.

## Filmografie (Auswahl)
- 1974: Stoppt die Todesfahrt der U-Bahn 123 (The Taking of Pelham One Two Three)
- 1977: Stock-Car Race – Höllenjagd auf heißen Pisten (Greased Lightning)
- 1978: Der Schläger (The Hitter)
- 1983: Die Macht der Mächtigen (Rage of Angels, Fernsehfilm)
- 1983: Die Glücksritter (Trading Places)
- 1983: Silkwood
- 1984: Der Typ vom anderen Stern (The Brother from Another Planet)
- 1984: Cotton Club (The Cotton Club)
- 1985: Tödliche Beziehungen (Compromising Positions)
- 1985: Der Equalizer (Fernsehserie, 1 Folge)
- 1986: Die Farbe des Geldes (The Color of Money)
- 1986: Streets of Gold
- 1987: Spenser (Spenser: For Hire, Fernsehserie, 1 Folge)
- 1987: Pinguine in der Bronx (Five Corners)
- 1987: Suspect – Unter Verdacht (Suspect)
- 1987–1988: The Slap Maxwell Story (Fernsehserie, 20 Folgen)
- 1988: Dominick & Eugene (Dominick and Eugene)
- 1988: L.A. Law – Staranwälte, Tricks, Prozesse (L.A. Law, Fernsehserie, 1 Folge)
- 1988: Bird
- 1989: Im Zeichen der Jungfrau (The January Man)
- 1989: Homeroom (Fernsehserie, 13 Folgen)
- 1990: Mann muss nicht sein (Designing Women, Fernsehserie, 1 Folge)
- 1990: Die Purple Heart – Stunde des Helden (Decoration Day, Fernsehfilm)
- 1991: New Jack City
- 1991: Auf die harte Tour (The Hard Way)
- 1991: Das Ende des Schweigens (Carolina Skeletons, Fernsehfilm)
- 1991: Haus der Vergessenen (The People Under the Stairs)
- 1991–1993: I’ll Fly Away (Fernsehserie, 13 Folgen)
- 1992: Asphalt-Propheten (Roadside Prophets)
- 1992: Bodyguard (The Bodyguard)
- 1993: Demolition Man
- 1993: Crazy Instinct (Fatal Instinct)
- 1994: Harrys Nest (Empty Nest, Fernsehserie, eine Folge)
- 1994: Hudsucker – Der große Sprung (The Hudsucker Proxy)
- 1995: Kingfish (Kingfish: A Story of Huey Long, Fernsehfilm)
- 1995: Das Leben nach dem Tod in Denver (Things to Do in Denver When You’re Dead)
- 1995: Fluke
- 1995: Man with a Gun
- 1995: Tuesday Morning Ride (Kurzfilm)
- 1995: Captiva Island – Ein verrückter Sommer (Captiva Island)
- 1996: Emergency Room – Die Notaufnahme (ER, Fernsehserie, 1 Folge)
- 1996: That Thing You Do!
- 1996: Das Ende der Nacht (Nightjohn, Fernsehfilm)
- 1996: Mr. Präsident Junior (First Kid)
- 1996: Nichts als Trouble mit den Frauen (Mojave Moon)
- 1996: Das Attentat (Ghosts of Mississippi)
- 1996/2003: New York Cops – NYPD Blue (NYPD Blue, Fernsehserie, 2 Folgen)
- 1997: Walker, Texas Ranger (Fernsehserie, 1 Folge)
- 1997: Air Bud – Champion auf vier Pfoten (Air Bud)
- 1997–1999: The Gregory Hines Show (Fernsehserie, 21 Folgen)
- 1997/1999: Outer Limits – Die unbekannte Dimension (The Outer Limits, Fernsehserie, 2 Folgen)
- 1998: Mit dem Rücken an der Wand (Always Outnumbered, Fernsehfilm)
- 1998: Paulie – Ein Plappermaul macht seinen Weg (Paulie)
- 1998: Eine zweite Chance (Hope Floats)
- 1998: Ich weiß noch immer, was du letzten Sommer getan hast (I Still Know What You Did Last Summer)
- 1999: Begegnung des Schicksals (Random Hearts)
- 2000: Die Sopranos (The Sopranos, Fernsehserie, 1 Folge)
- 2000: Practice – Die Anwälte (The Practice, Fernsehserie, 1 Folge)
- 2000: The Others (Fernsehserie, 13 Folgen)
- 2001: Ein Hauch von Himmel (Touched by an Angel, Fernsehserie, 1 Folge)
- 2001: Six Feet Under – Gestorben wird immer (Six Feet Under, Fernsehserie, 1 Folge)
- 2001–2003: JAG – Im Auftrag der Ehre (JAG, Fernsehserie, 4 Folgen)
- 2002: The West Wing – Im Zentrum der Macht (The West Wing, Fernsehserie, 1 Folge)
- 2002: Land des Sonnenscheins – Sunshine State (Sunshine State)
- 2002: Genug – Jeder hat eine Grenze (Enough)
- 2002: What’s Up, Dad? (My Wife and Kids, Fernsehserie, 2 Folgen)
- 2002–2004: Drew Carey Show (The Drew Carey Show, Fernsehserie, 9 Folgen)
- 2003: A Mighty Wind
- 2004: The Mortuary
- 2004: Lost
- 2005: Star Trek: Enterprise (Fernsehserie, 1 Folge)
- 2005: Teenage Champion – Go for Gold! (The Derby Stallion)
- 2005: Yes, Dear (Fernsehserie, 2 Folgen)
- 2005: The Final Patient
- 2006: Das ultimative Geschenk (The Ultimate Palomo)
- 2006: Hard Luck
- 2006: Nachts im Museum (Night at the Museum)
- 2007: Three Days to Vegas
- 2008: The Morgue – Endstation Tod (The Morgue)
- 2008: One Tree Hill (Fernsehserie, 1 Folge)
- 2008: CSI: Vegas (CSI: Crime Scene Investigation, Fernsehserie, 1 Folge)
- 2009: Am Ende des Weges – Eine wahre Lügengeschichte (Get Low)
- 2010: Santa Pfotes großes Weihnachtsabenteuer (The Search for Santa Paws)
- 2010: The Tenant
- 2011: Criminal Minds: Team Red (Fernsehserie, Folge 1x02)
- 2011: Harry’s Law (Fernsehserie, 1 Folge)
- 2011: Die Muppets (The Muppets)
- 2012–2013: Go On (Fernsehserie, 10 Folgen)
- 2013: Die fantastische Welt von Oz (Oz: The Great and Powerful)
- 2013: Das ultimative Leben (The Ultimate Life)
- 2013: Back in the Game (Fernsehserie, 1 Folge)
- 2014: Rake (Fernsehserie, 4 Folgen)
- 2014: Nachts im Museum: Das geheimnisvolle Grabmal (Night at the Museum: Secret of the Tomb)
- 2015: Hand of God (Fernsehserie, 2 Folgen)
- 2015: Gilly Hopkins – Eine wie keine (The Great Gilly Hopkins)
- 2016: Dem Glück so nah (New Life)
- 2016–2017: Greenleaf (Fernsehserie, 4 Folgen)
- 2017: Call Me King
- 2017–2019: Dino Dana (Fernsehserie, 6 Folgen)
- 2018: Superior Donuts (Fernsehserie, Folge 2x12)
- 2019: Beyond the Law
- 2020: Marvel’s Agents of S.H.I.E.L.D. (Agents of S.H.I.E.L.D., Fernsehserie, 1 Folge)
- 2021: Saving Paradise
- 2023: Incandescent Love (Miniserie)

## Auszeichnungen
- 2006: Trenton Filmfestival Richard Kind Dramatic Award für den Besten Darsteller (The Final Patient)
- 2020: Daytime Emmy Award für Dana Dana